# Naholno-Tarasivka
Naholno-Tarasivka (în ucraineană Нагольно-Тарасівка) este o așezare de tip urban din orașul regional Rovenkî, regiunea Luhansk, Ucraina. În afara localității principale, mai cuprinde și satul Berezivka.

## Demografie
Componența lingvistică a așezării de tip urban Naholno-Tarasivka
     Ucraineană (91,24%)
     Rusă (8,27%)
     Alte limbi (0,05%)
Conform recensământului din 2001, majoritatea populației așezării de tip urban Naholno-Tarasivka era vorbitoare de ucraineană (91,24%), existând în minoritate și vorbitori de rusă (8,27%).